# Молодцово
Молодцо́во — посёлок в Кировском городском поселении Кировского района Ленинградской области.

## Название
Назван в честь Героя Советского Союза Дмитрия Молодцова.

## История

Земли посёлка Молодцово на карте 1940 года

По данным 1973 года посёлок Молодцово в составе Ленинградской области не значился.
В конце 1970-х годов на территории, где расположен современный посёлок, была произведена вырубка леса, мелиорация и началось строительство крупного, передового молочного комплекса. Комплекс позднее получил название совхоз «Мгинский».
2 февраля 1984 года совхозный посёлок был переименован в Молодцово в честь Героя Советского Союза Дмитрия Семеновича Молодцова, совершившего подвиг в ходе прорыва блокады Ленинграда в январе 1943 года.
По данным 1990 года посёлок Молодцово входил в состав Лезьенского сельсовета Кировского района.
В 1997 году в посёлке Молодцово Лезьенской волости проживали 1164 человека, в 2002 году — 1017 человек (русские — 92 %).
В 2007 году в посёлке Молодцово Кировского ГП проживали 1115 человек, в 2010 году — 991.

## География
Посёлок расположен в западной части района на автодороге А120 (Санкт-Петербургское южное полукольцо).
Расстояние до административного центра поселения — 10 км.

## Демография
| 2007  | 2010  | 2013  | 2014  | 2015  | 2016  | 2017  |
| ----- | ----- | ----- | ----- | ----- | ----- | ----- |
| 1115  | ↘991  | ↘988  | ↗1010 | ↗1014 | ↘998  | ↗1001 |
| 2018  | 2019  | 2020  | 2021  | 2023  | 2024  | 2025  |
| ↗1013 | ↗1018 | ↘1002 | ↗1031 | ↗1039 | ↗1053 | ↗1065 |

## Инфраструктура
На бывших совхозных землях построена вторая очередь птицефабрики «Северная» (отделение «Мгинское»).
В посёлке расположена девятилетняя школа, клуб, фельдшерско-акушерский пункт, православный храм в честь святого Иоанна Кронштадтского, 8 многоквартирных домов и частный сектор.

## Достопримечательности
- Мемориал Синявинские высоты в трёх километрах от посёлка.
- Мемориал «Скорбящий матрос» в районе, где была деревня Нижнее Тортолово.
- Мемориал памяти деревни Синявино, находившейся недалеко от посёлка, разрушенной и сожжённой в годы войны.
- Музей родник находящийся в школе посёлка Молодцово.

## Улицы
1-я Полевая, 2-я Полевая, 3-я Полевая, 4-я Полевая, 5-я Полевая, 6-я Полевая, 7-я Полевая, 8-я Полевая, 9-я Полевая, 10-я Полевая, 11-я Полевая, 12-я Полевая, 13-я Полевая, 14-я Полевая, Весенний переулок, Десантника Купцова, Детская, Дружная, Дубровская, Лазурная, Лесная, Луговая, Подводника Панарина, Садовый проезд, Светлая, Семейная, Сиреневая, Солнечная, Счастливая, Цветочная, Центральная, Юбилейная, подъездная дорога к кладбищу п. Молодцово.